# Charles Frédéric Girard

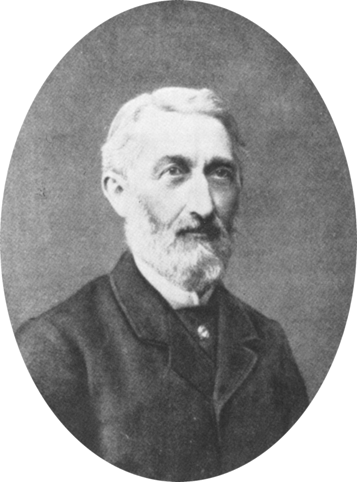
Charles Frédéric Girard

Charles Frédéric Girard (Mulhouse, 8 maart 1822 – Neuilly-sur-Seine, 29 januari 1895) was een Amerikaans bioloog en arts van Franse herkomst.

## Neuchâtel en Harvard
Hij studeerde te Neuchâtel in Zwitserland bij professor Louis Agassiz. In 1847 ging hij als assistent met hem mee naar Harvard University.

## Smithsonian
In 1850 ging hij op uitnodiging van Spencer Fullerton Baird naar het National Museum of Natural History om te werken op de verzameling vissen, amfibieën en reptielen van Noord-Amerika
In 1854 werd hij genaturaliseerd tot Amerikaan.

## Arts
Tijdens de Amerikaanse Burgeroorlog diende hij bij het confederale leger als chirurg. Hij behaalde in 1856 een diploma doctor in de geneeskunde van Georgetown University te Washington, D.C.. In 1859 keerde hij terug naar Frankrijk en vestigde hij zich als arts. In 1901 kreeg hij de Prix Cuvier van het Institut de France voor zijn werk over vissen en reptielen van Noord-Amerika. Tijdens de Frans-Duitse Oorlog, van 1870 diende hij als legerarts en onderzocht hij na het Beleg van Parijs buiktyfus.

## Pensioen
Rond 1888 ging hij met pensioen, maar hij bleef artikels publiceren over natuurgeschiedenis.
In 1891 ging hij definitief met pensioen.
Hij publiceerde 81 wetenschappelijke werken, 40 over vissen, 30 over reptielen en amfibieën en 11 over ongewervelden.
- Bibliothèque nationale de France: cb106511838 (data)
- CiNii: DA05731692
- Stuttgart Database of Scientific Illustrators 1450–1950: 7129
- Gemeinsame Normdatei: 1042850526
- International Standard Name Identifier: 0000 0000 8088 4029
- Library of Congress Control Number: no2004027689
- Nationale Bibliotheek van Tsjechië: xx0280805
- Nationale Bibliotheek van Israël: 987007289446305171
- Nederlandse Thesaurus van Auteursnamen: 069695199
- SNAC: w6xd3jht
- Système universitaire de documentation: 086005375
- Museum of New Zealand Te Papa Tongarewa: 59735
- Trove: 1065173
- Virtual International Authority File: 9837499
- WorldCat: E39PBJjmWv6dCMCFF7KbRytMyd